# Hibneryt

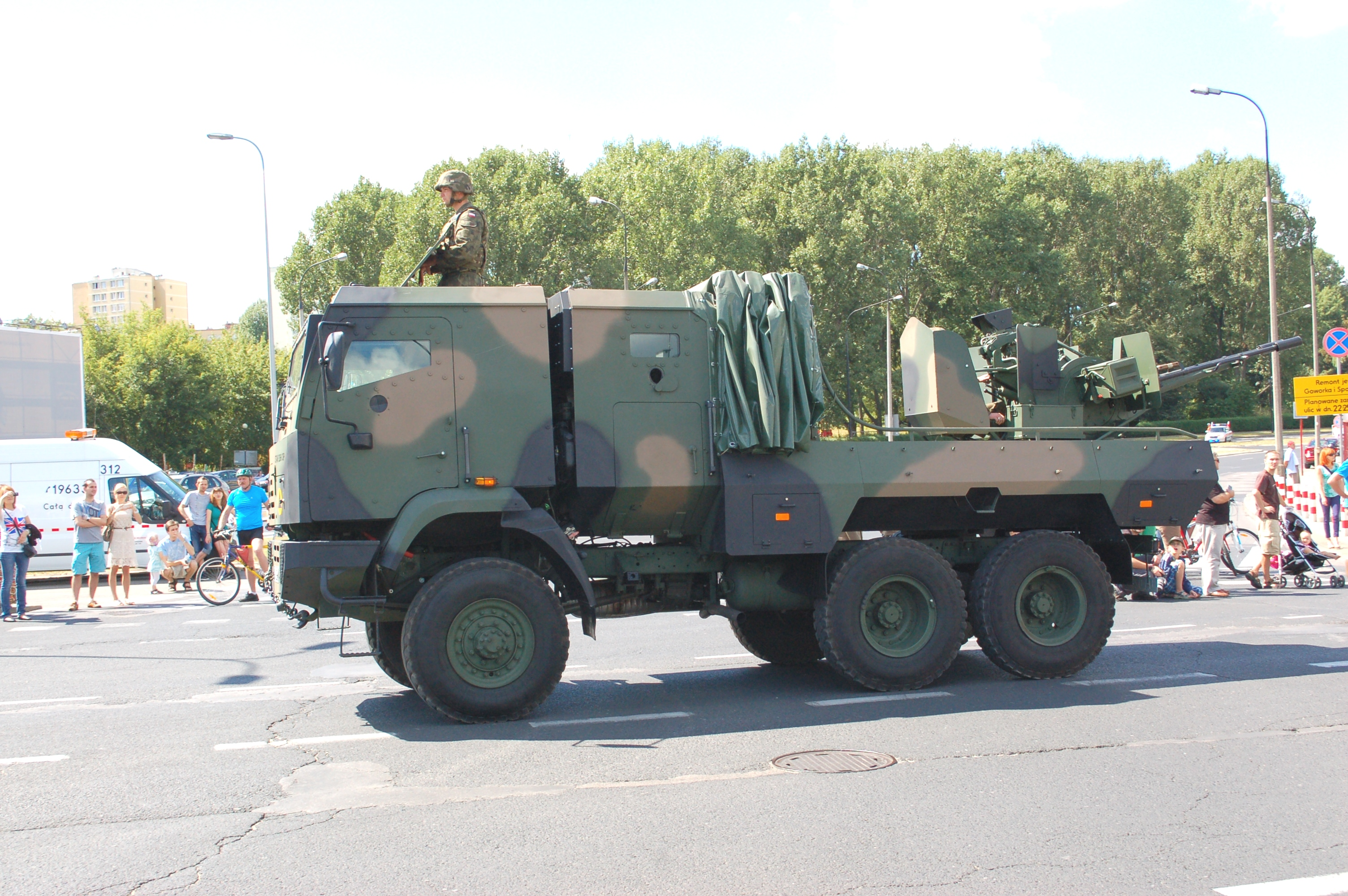
Hibneryt на Дні Збройних Сил 2013 у Варшаві.

Hibneryt — це польська броньована радарна самохідна зенітна установка. ЗУ-23-2 або ЗУР-23-2С, що буксирується, 23 мм автоматична гармата, встановлена на платформі вантажівки Star 266, яку було модифіковано та піднято, щоб дозволити зенітній гарматі вести вогонь вільніше. Колеса не знято, що дозволяє екіпажу за потреби зняти автоматичну гармату, яку можна використовувати, як вона була спочатку. Автомобіль перевозить боєприпаси та обладнання для зенітної гармати.
- Hibneryt-KG - Hibneryt озброєний ЗУР-23-2KG Jodek-G, що буксирує 23 мм автогармати. Він має місце для зберігання ракет GROM, а також двигун-генератор для зенітної гармати[3].
- Hibneryt-P – індивідуальний варіант, виготовлений солдатами 3-ї окружної технологічної майстерні в Новому Дворі Мазовецькому[3].